# Saad Lamjarred
Saad Bachir Lamjarred (arab. سعد لمجرد; ur. 7 kwietnia 1985 roku w Rabacie) – marokański piosenkarz, tancerz i producent muzyczny.

## Życiorys
Lamjarred urodził się 7 kwietnia 1985 roku w Rabacie w Maroku. Jest synem Bachira Abdou - marokańskiego śpiewaka klasycznego oraz  aktorki Nezha Regragui. W wieku czterech lat zainteresowany muzyką zaczął śpiewać piosenki ojca. Uczęszczał do Konserwatorium Muzycznego w Rabacie, gdzie studiował teorię sztuki muzycznej. W 2007 roku zajął drugie miejsce w Super Star, popularnym arabskim programie telewizyjnym.

## Utwory
- Waadini (2009)
- Ba7eb Elli Byekrahni (2012)
- L'Mmima (2012)
- Salina Salina (2012)
- Mal Hbibi Malou (2013)
- Enty (2014)
- Lm3allem (2015)
- Ana Machi Sahel (2016)
- Ghaltana (2016)
- Let Go (2017)
- Ghazali (2018)
- Ya Allah (2018)
- Casablanca (2018)
- Baddek Eih (2018)
- Njibek Njibek (2019)